# Alfred Loomis
Pour les articles homonymes, voir Loomis.
 Alfred Lee Loomis, Jr.  est un skipper américain né le 15 avril 1913 à Tuxedo Park et mort le 7 septembre 1994 à New York.

## Biographie
Alfred Loomis est diplômé de l'université Harvard en 1935.
Il participe aux Jeux olympiques d'été de 1948 à Londres, où il remporte avec Herman Whiton, James Smith, Michael Mooney et James Weekes la médaille d'or en classe 6 Metre à bord du Llanoria.